# Szklarnia (Kotulin)
Szklarnia – część wsi Kotulin w Polsce, położona w województwie śląskim, w powiecie gliwickim, w gminie Toszek}.
W latach 1975–1998 Szklarnia administracyjnie należała do województwa katowickiego.

## Informacje ogólne
Szklarnia jest najdalej wysuniętą na południowy wschód częścią wsi Kotulin.

## Nazwa
Nazwa wywodzi się od polskiej nazwy szkła i według Heinricha Adamy'ego pochodzi ona od funkcjonującej tu w drugiej połowie XVIII wieku huty szkła. W swoim dziele o nazwach miejscowych na Śląsku wydanym w 1888 roku we Wrocławiu jako najstarszą nazwę miejscowości wymienia Sklarnia podając jej znaczenie "Glashutte" czyli w języku polskim "Huta szkła".

## Historia
Szklarnia wzmiankowana już w 1845 roku jako przysiółek Kotulina.